# حمزة بن الحسين
الأمير حمزة بن الحسين الهاشمي (مواليد 29 مارس 1980) ولي عهد المملكة الأردنية الهاشمية السابق خلال الفترة 7 فبراير 1999 وحتى 28 نوفمبر 2004 وهو الإبن الرابع للملك الحسين بن طلال ملك المملكة الأردنية الهاشمية السابق والأكبر من زوجته الرابعة الملكة نور الحسين، والأخ غير الشقيق للملك عبد الله الثانيبن الحسين ملك المملكة الأردنية الهاشمية.
كان ضابطًا سابقًا في الجيش الأردني. ذكرت الملكة نور في سيرتها الذاتية أنها هي والملك حسين سميا حمزة بهذا الاسم تيمنًا بحمزة بن عبد المطلب.
تلقى تعليمه الابتدائي في عمان وأكمله في الخارج في أكاديمية ساندهيرست العسكرية الملكية. كان ينوب عن الملك عبد الله الثاني في مناسبات ومهام رسمية مختلفة في داخل المملكة وخارجها. كما ترأس اللجنة الملكية الاستشارية لقطاع الطاقة، والرئاسة الفخرية لاتحاد كرة السلة الأردني، وترأس مجلس أمناء متحف السيارات الملكي ونادي الرياضات الجوية الملكي، وجمعية حماية الشجرة. يحمل رخص قيادة الطائرات بأنواعها، ولديه اهتمام برياضات أخرى منها الجيوجتسو والرماية والتايكواندو وركوب الخيل والرياضات الجوية، وبالحضارة الإسلامية وما كُتب عنها من أبحاث ودراسات.
في الساعة الحادية عشرة من يوم السبت 3 أبريل 2021، قال في مقطع فيديو أنه وُضع قيد الإقامة الجبرية في إطار حملة اعتقالات لشخصيات أردنية بارزة في عمّان، إلا أن الجيش الأردني نفى في وقت سابق أن يكون الأمير حمزة قيد الإقامة الجبرية، لكنه قال أنه تلقى أوامر بوقف الأعمال التي يمكن أن تستهدف «أمن واستقرار» البلاد. تخلى عن لقب «الأمير» في 3 أبريل 2022، في رسالة نشرها عبر حسابه الشخصي في تويتر.

## حياته

### طفولته وتعليمه
ولد الأمير حمزة بن الحسين في 29 مارس 1980، تلقى تعليمه الابتدائي في عمان، ثم التحق بمدرسة هارو في إنجلترا. ثم التحق بعد ذلك بأكاديمية ساندهيرست العسكرية الملكية، وتخرج منها في ديسمبر 1999 حيث حاز على سيف الشرف، وهو أرفع تقدير يتسلمه ضابط من خارج بريطانيا، كما حاز على جائزة الأمير سعود بن عبد الله التي تمنح لمن يحرز أفضل علامة في دراسته الأكاديمية من الضباط غير البريطانيين. في عام 2006 تخرج من جامعة هارفارد الأمريكية وفي تموز 2011 حصل على شهادة الماجستير في الدراسات الدفاعية من جامعة كينجز كوليج – لندن.

### الخدمة العسكرية
التحق بأكاديمية ساندهيرست العسكرية الملكيّة في المملكة المتحدة في 30 يناير 1999، وأكمل البرنامج في شهر كانون الأول من العام نفسه، وتخرّج كضابط ملتحق بالخدمة في الجيش العربي الأردني. التحق بالعديد من الدورات التي أغنت خبرته وأثْرت مهارته، مثل دورات المظليين ودورات القناصة ودورات قيادة الطائرات العامودية.
خدم في اللواء المدرع الأربعين في الجيش العربي الأردني، وشارك في عدد من الدورات العسكرية في الأردن والمملكة المتحدة وبولندا وألمانيا والولايات المتحدة. كما شارك في مهام القوة الأردنية / الإماراتية المشتركة العاملة ضمن القوات الدولية لحفظ السلام في يوغوسلافيا السابقة. وهو يحمل رتبة عميد في الجيش العربي الأردني. شارك في عدد من الدورات العسكرية في الأردن، والمملكة المتحدة، وبولندا، وألمانيا والولايات المتحدة الأميركية، وبتاريخ 26 ديسمبر كانون الأول 2017، عُين مستشارًا لرئيس هيئة الأركان المشتركة لشؤون الصناعات الدفاعية بالإضافة لعمله.

### ولاية العهد
نُصِّب الأمير حمزة ولياً للعهد بعد وفاة والده الملك الحسين بن طلال وتولّى الملك عبد الله الثاني (ولي العهد آنذاك) سلطاته الدستورية ملكا على الأردن بتاريخ من: 7 شباط 1999 واستمر في منصبه حتى 28 كانون الأول 2004 لقرابة ستة سنوات.[بحاجة لمصدر] وقد أُعفي من ولاية العهد عبر رسالة من الملك عبد الله الثاني بن الحسين من ولاية العهد لأنه رأى أن هذا المنصب شرفي ويقيّده ويحد من إمكانية تكليفه ببعض المهام ويحول بينه وبين تحمل بعض المسؤوليات. وكان مما ورد في الرسالة الملكية:
| حمزة بن الحسين                              | ... وبما أن الوطن بحاجة إلى جهد كل واحد منا وإلى العمل بأقصى طاقاته وإمكانياته وخاصة في هذه الظروف الصعبة التي تمر بها المنطقة ومن ضمنها الأردن العزيز، فقد قررت إعفاءك من منصب ولي العهد لتكون أكثر حرية وقدرة على الحركة والعمل والقيام بأية مهمات أو مسؤوليات أكلفك بها إلى جانب إخوتنا من أبناء الحسين وأفراد الأسرة الهاشمية... | حمزة بن الحسين |
| — نص الإرادة الملكية، الملك عبد الله الثاني | |                |

## فرض الإقامة الجبرية
في 3 أبريل 2021، ورد في تقارير إخبارية بأن ولي العهد الأردني السابق الأمير حمزة بن الحسين تعرض للاعتقال مع ما يقرب من 20 شخصًا آخر بزعم التخطيط لانقلاب ضد العاهل الأردني الملك عبد الله الثاني. نقلًا عن مسؤول استخباراتي شرق أوسطي لم تذكر اسمه، قالت صحيفة الواشنطن بوست إن الأمير حمزة بن الحسين وضع تحت الإقامة الجبرية في مقر سكنه في عمّان حيث يتم التحقيق في تهمة تهديد استقرار البلاد. إلا أن الجيش الأردني قد نفى أن يكون الأمير حمزة قيد الإقامة الجبرية، لكنه قال أن الأمير تلقى أوامر بوقف الأعمال التي يمكن أن تستهدف «أمن واستقرار» البلاد. وفي الساعة الحادية عشرة من يوم السبت 3 أبريل 2021، ظهر الأمير حمزة في مقطع فيديو قال فيه أنه وُضع قيد الإقامة الجبرية في إطار حملة اعتقالات لشخصيات أردنية بارزة في عمّان مما يؤكد الخبر.

## الحياة الشخصية

### زواجه وعائلته
في 29 أغسطس 2003 عقد قرانه على الأميرة نور بنت عاصم بن نايف بن عبد الله الأول التي أصبحت تلقب بعد الزواج بنور حمزة، وأنجب منها الأميرة هيا (ولدت في 18 أبريل 2007)، إلا أنهما انفصلا في شهر سبتمبر من عام 2009.
وفي 11 يناير 2012 أعلن عن خطوبته من الكابتن طيار بسمة محمود العتوم، من قرية كفرخل في جرش. وعُقد القران في 12 يناير، ولقبت بعد ذلك بالأميرة بسمة حمزة، وأنجبا الامراء:
- الأميرة زين (وُلِدت في 3 نوفمبر 2012).[11]
- الأميرة نور (ولدت في 5 يوليو 2014).[12]
- الأميرة بديعة (ولدت في 8 أبريل 2016).[13]
- الأميرة نفيسة (ولدت في 7 فبراير 2018).[14]
- الأمير حسين (8 نوفمبر 2019).[15]
- الأمير محمد (8 فبراير 2022).[16]

### تخليه عن لقب الأمير
تخلى عن لقب «الأمير» في 3 أبريل 2022، في رسالة نشرها عبر حسابه الشخصي في تويتر، ورد ذلك إلى عدم تماشي قناعاته وثوابته مع التوجهات والأساليب الحديثة للمؤسسة الرسمية.

## الأوسمة

### الأوسمة الوطنية
- الأردن
  -  وشاح الفارس الكبير (الدرجة الخاصة) وسام النهضة.[18][19][20][21][22]
  -  الوشاح الكبير من الدرجة الأولى من وسام الكوكب الأردني.[18][20][21][22]
  -  وشاح الفارس الكبير من وسام الاستقلال.[21]
  -  درجة الفارس من وسام الاستحقاق العسكري.[20][21][22]

### الأوسمة الدولية
- البحرين:
  -  وسام ميدالية عبد الفتاح.
- ايطاليا:
  -  وشاح فارس الصليب الكبير من وسام استحقاق الجمهورية الإيطالية.[21][23]
- النرويج:
  -  فارس الصليب الأكبر من وسام القديس أولاف.[21]
- هولندا:
  -  فارس الصليب الأكبر من وسام أورانج–ناسو.[24]

### الجوائز
- الأمم المتحدة: ميدالية الأمم المتحدة للسلام